# Medal Zasługi Wojskowej (Austro-Węgry)
Medal Zasługi Wojskowej (niem. Militärverdienstmedaille, węg. Katonai Érdemérem) – wysokie odznaczenie austro-węgierskie w latach 1890–1918, następnie kontynuowane jako węgierskie w latach 1922–1946 pod nazwą Medal z Koroną.
Medal powszechnie określany jako „Signum Laudis” (łac „znak zasługi”) z uwagi na dedykacją umieszczoną na nim.

## Historia i wygląd
Został wprowadzony dekretem cesarza Franciszka Józefa z 12 marca 1890 jako medal honorowy za wybitną służbę wojskową na rzecz monarchii tak w czasie pokoju, jak i wojny. Przysługiwał jedynie oficerom, jako dowód uznania cesarskiego. Początkowo medal wykonany był jedynie z brązu.
26 marca 1911 wprowadzono srebrny medal Signum Laudis za "wielokrotne działania godne cesarskiej pochwały". Dekret cesarski z 1 kwietnia 1916 wprowadził następnie także „Wielki Medal Zasługi Wojskowej” (Große Militärverdientsmedaille), będący złotą wersją Signum Laudis, nadawany za działania szczególnie godne cesarskiej pochwały. Wielki medal nadano jedynie 30 oficerom wyższych rang z armii austro-węgierskiej, niemieckiej i tureckiej (gen. İsmail Enver), w tym czterem dwukrotnie.
13 grudnia 1916 wprowadzono dla wszystkich wersji Miecze noszone na wstążce.
Odtąd podział medalu na stopnie, rodzaje i liczbę nadań wyglądał następująco:
- Złoty (Wielki)
  - z mieczami na wojennej wstążce (trzykrotnie)
  - z mieczami na wojennej wstążce (dwukrotnie)
  - z mieczami na wojennej wstążce
  - na wojennej wstążce (trzykrotnie)
  - na wojennej wstążce (dwukrotnie)
  - na wojennej wstążce
  - na pokojowej wstążce
- Srebrny
  - z mieczami na wojennej wstążce (trzykrotnie)
  - z mieczami na wojennej wstążce (dwukrotnie)
  - z mieczami na wojennej wstążce
  - na wojennej wstążce (trzykrotnie)
  - na wojennej wstążce (dwukrotnie)
  - na wojennej wstążce
  - na pokojowej wstążce
- Brązowy
  - z mieczami na wojennej wstążce
  - na wojennej wstążce
  - na pokojowej wstążce

Medal z lat 1890–1918 był w kształcie okręgu, nad którym umieszczona była korona. Na awersie znajdował się profil głowy panującego cesarza – początkowo Franciszka Józefa, a od kwietnia 1917 cesarza Karola. Średnica medali brązowych i srebrnych wynosiła 30 mm lub 31 mm (od 1917), a wielkiego medalu – 38 mm.
Medal był zawieszany na trójkątnej wstążce: czerwonej – w wypadku medali za zasługi w czasie pokoju, albo białej z czerwonymi paskami po bokach, połączonymi z czerwonymi prążkami poziomymi – podczas wojny. Dekret z 1 kwietnia 1916 wprowadził ponadto metalowe poprzeczki na wstążce, oznaczające kolejne nadania medalu.
22 kwietnia 1917 zmieniono portret na awersie oraz krój korony na podwójną koronę.
Po I wojnie światowej medal ponownie został wprowadzony 14 czerwca 1922, tym razem jako odznaczenie czysto węgierskie pod nazwą Medal Węgierski z Koroną.